# Oklopni transporter "Mikeš"
Oklopni transporter „Mikeš“ je improvizirano oklopno vozilo izrađeno u Virovitici, korišteno u Domovinskom ratu.

## Izrada
U početcima Domovinskog rata u virovitičkom kraju, baš kao i u cijeloj Hrvatskoj, nije bilo borbenih vozila koja bi braniteljima pomogla u obrani.
Upravo zbog toga odlučeno je da se u kolovozu 1991. godine u poduzeću Rapid iz Virovitice proizvede oklopno vozilo. Dogovoreno je da vozilo dobije ime Mikeš, po stanovnicima Virovitice koji su se nekada zvali Mikeši. Nakon uređenja podvozja pristupilo se montiranju oklopa koji je bio izrađen od visokokvalitetnog čeličnog lima debljine od 8 do 20 mm, s osnovnim ciljem zaustavljanja puščanih zrna. Unutrašnjost vozila izrađena je po načelu komora koje su trebale umanjiti udarnu moć protuoklopnih sredstava. Za slučaj opasnosti i eventualnog ulaska u borbu na donjoj strani vozila izrađen je otvor za prinudni izlaz. Poduzeće TVIN izradilo je zaštitu od buke i postavilo sjedala.
Pripadnici virovitičkog ZNG-a predvođeni Tomislavom Špoljarićem sastavili su Mikeš na platformi teretnog vozila. Na sebi je imao puškostrojnicu M-53. Kao i sva druga improvizirana oklopna vozila hrvatskih snaga, učinak je bio psihološki, za podizanje morala civilima, vojsci i policajcima, nego što je napravio borbenim djelovanjima. Mikeš je sudjelovao 2. rujna 1991. godine u bitci za oslobađanje središta velikosrpske pobune u bivšoj virovitičkoj općini Jasenaša. Kretao se prema kraju sela, no onda ga je pogodila kumulativna mina čime je vozilo izbačeno iz uporabe, a petorica članova posade teško ranjena.

## Uporaba
Vozilom se koristila 127. brigada.